# Polymera pleuralis
Polymera pleuralis är en tvåvingeart som beskrevs av Alexander 1913. Polymera pleuralis ingår i släktet Polymera och familjen småharkrankar. Inga underarter finns listade i Catalogue of Life.